# 祭酒
祭酒原是中国古禮祭祀宴饗時，由最年長尊者舉酒以祭於地，故以祭酒為尊稱，同輩之長之義。最早追溯可源與夏商周時代之官品職位役階。戰國時代齊國稷下學宮之長，即為祭酒，荀子曾三次擔任此職務；漢博士之長原稱仆射，東漢改稱「博士祭酒」，秩六百石。
西晉以國子學之長為國子祭酒，另設有郡掾祭酒、京兆祭酒、東閣祭酒、西閣祭酒等職務，北齊國子寺、隋唐國子監均以祭酒為長，《續漢書·百官志二》劉昭注引：「漢人胡廣说，謂官名祭酒，系部門之長。」
軍師祭酒是汉朝末年的官职，由曹操所创，与功曹、仆射同位階，不同的是祭酒為文職，类似现代秘书或機要這類没有实权的幕僚職。曹操著名谋士郭嘉就曾经担任军师祭酒，后来由於公務繁重而廣設此職以輔助政事，比如太乐祭酒、太常祭酒等等。